# Unlight
『アンライト～Unlight～』は株式会社テックウェイによる基本無料(アイテム課金制)のブラウザゲーム。2010年10月からYahoo!モバゲーにてサービスが開始した。
物語中心の対戦型育成カードゲーム。現在中国語、フランス語、タイ語、韓国語に翻訳されたゲームも配信されている。他にもニコニコアプリ版、mixiゲーム版、myGAMECITY版が配信されており、この3箇所のみサーバーが連携している。Yahoo!モバゲー版は毎週水曜の13時〜16時に定期メンテナンスが行われている。公式絵師はmiya。
2017年（平成29年）10月18日をもってサービス終了。

## ストーリー
「狂気山脈」に住む魔女「炎の聖女」は復讐のために死者による軍団をつくろうとする。プレイヤーは「炎の聖女」につくられた人形のような者たち。現世に未練をもって死んでいった戦士たちをあつめ、地上へ攻め入るための戦力としようとする。戦乱に満ちた世界で様々な過去を持つ死者達が集められる。自殺したもの、謀殺されたもの、貴族、貧民、アウトロー、過去と出自が異なる男たちは再び、現世に戻るために魔女とそのしもべの者たちと協力するが…。
ストーリーは「魔女の真の目的」、「現世に戻ることができるのか？」「プレイヤーと戦士の関係は？」「あらたな勢力の登場」などさまざまな謎を中心に進む。

## ゲーム概要
プレイヤーの分身（アバター）となるのは詳しいことは何も知らされずに世界に産み落とされた人形の少女。彼女が導くヘラルドたちはすべてが星幽界(Unlight世界)に送り込まれた「死者」たちであり「過去の記憶」や「戦いの経験」が喪われているため本来の能力を発揮出来ない。「彼らに本来の力と生前の記憶を取り戻させること」が目標であり、そのために星幽界を旅する「クエスト」と他のプレイヤーと対戦をする「デュエル」を行う。
他のブラウザゲームと異なるのが、「レアカードは自分自身で作り上げるもの」という点。一定レベル以上（ダークルームで入手できる最高レベルがLv4。カードの最大はLv5。）のレアカードは入手出来ない。そのため、最終的な成長のためにはやはり使い続け、使い込む他には道がない。なによりの武器はキャラクターを扱うプレイヤー自身の「知識」と「経験」、「知力」と「判断力」であり、これは「場数をこなし、テキストの内容を熟読し、対戦相手との相性を判断して適材適所に使いこなす文字通りの知識と経験」でしか身に付かない。全く同じ能力のキャラクターでも扱い方やデッキの内容、組ませるキャラクター次第で使いやすくも、使いづらくもなる。

### 共通ルール
デッキはクエスト,レイドの場合、任意の1〜3人のキャラクター(モンスター)カードをセットして戦うことができる。デュエルにおいては1対1か3対3のどちらかとなる。自分と相手に配られる【移動】、【剣】、【銃】、【盾】、【特殊】の五種類のカードを使いながら戦っていく。このゲームにおいては近距離・中距離・遠距離という概念が存在し、近距離では剣カードを、中・遠距離では銃カードを攻撃に用いることができる。ちなみに特殊カードとは各キャラクターごとの必殺技を発動するのに必要になるカードである。
戦闘はターン制で、1ターンはドローフェイズ、移動フェイズ、攻撃フェイズ、防御フェイズの4つからなる。先に相手キャラクターのHPを0にした方が勝ちであり、相打ちとなった場合は引き分けとなる。18ターンで決着が付かない場合にはそこで戦闘終了となり、パーティ全体の残りHPが高い方が勝ちとなる。互いに攻撃と防御をし合いHPを削っていく。判定にはダイスが用いられる。単純に攻撃力と防御力を比較するわけではなく、攻撃側は攻撃力の数値だけ、防御側は防御力の数値だけダイスを振り、最終的に表の向いたダイスの数の差がダメージとなる。
例:攻撃力30、防御力10の場合。　攻撃側はダイスを30個、防御側はダイスを10個振ることができる。ここで仮に攻撃側の表ダイスが10個、防御側の表ダイスが5個の場合には10-5=5ダメージだけ防御側に与えられることになる。

#### QUEST
対CPU。HexRealm、ShadowLand、MoonLand、Anemonea、Angellandの5つの地域から構成されている。探索をして出てきたクエストを攻略し、モンスターや戦士と戦いながら進んでいく。

#### DUEL
対プレイヤー。他のプレイヤーと対戦をする事ができる。部屋を立てて他プレイヤーが入る形と、自動的にマッチングする形の二つの形式から成る。

#### RAID
対レイドボス。他プレイヤーと協力して高HPの敵を倒す。

### ボーナスゲーム
デュエル後には必ずハイ＆ローというボーナスゲームが行われる。2つの6面ダイスを振って出た値の合計値が左側に表示されている数字よりも大きいか小さいかを当てるゲーム。また、数当てに成功してまたその先のアイテムを目指す場合、その前に振ったダイスの合計値が次の基準の数値となる。

## 各種カードとレベルアップ

### キャラクターカード

#### UNLIGHT CARD

##### ノーマルカード
表記は“Lv”。レベル1からレベル5までのカードが存在する。使える必殺技は、Lv1では1つ、Lv2では2つ、Lv3，4では3つ、Lv5では4つ。Lv1が2枚でLv2、Lv2が4枚でLv3、Lv3が6枚でLv4、Lv4が12枚でLv5にレベルアップする。

##### レアカード
必殺技発動時等にキャラクターボイスが再生される。表記は“R”。レベル1からレベル5までのカードが存在する。R1はレベル1のレアカードを意味する。使える必殺技はR1からR5まで全て4つだが、レベルが上がるにつれて各種必殺技がEx化していく。
レベルアップには、作りたいレベルのレアカードと同レベルのノーマルカード10枚と、一つ下のレアカード1枚、各種かけらが任意の数だけ必要。R5作成にのみケイオシウムが3枚必要となる。なお、レベルアップの際には一つ下のレベルのレアカードが必要となるため、一つ下のレベルのレアカードを持っていない状態で一つ上のカードを作ることはできない。

#### REBIRTH CARD
通称“復活カード”。星幽界より現世へと復活を遂げたキャラクターのカードである。以下ブログより引用。
「復活カード」とはR5で過去の記憶を取り戻したカードが今のゲーム環境でも優位に立てるよう調整された強力な旧カードのことで、カードの能力・必殺技の性能・成長の方法、が大きく異なります。現在Lv1まで実装されている。使える必殺技は3つ。また、パッシブスキルというUNLIGHT CARDには無いスキルも持っており、アクティブスキルとは違い任意の手札を出さなくとも自動的に発動するスキルである。

### モンスターカード
表記は“M”。レベル1からレベル3までが存在するが、一部のボスキャラクターにはレベル10も存在する。M1はレベル1のモンスターカードを意味する。
キャラクターカードとは違い、M1→M2→M3というレベルアップの仕方は存在しない。レベルアップすると、モンスターカードの種類や組み合わせにより任意のモンスターコインに変化する。また、モンスターコインは各種かけらへと変化する。

### その他カード
デッキには入らない、キャラクターカードのレベルアップに使われるカードが存在する。

#### モンスターコイン
モンスターカードから生成される。かけらの作成やショップでの装備の購入に使用する。アイアンコイン、ブロンズコイン、シルバーコイン、ゴールドコイン、プラチナコインの5種類のコインに加え、新たなカード育成のために羊飼いのコイン、歌い手のコインが追加された。

#### かけら
モンスターコインから生成される。レアカードの作成に使用する。記憶のかけら、時のかけら、魂のかけら、命のかけら、死のかけら、狂気のかけら、虚栄のかけらの7種類のかけらが存在する。課金ショップでも販売されており、レアカードをデッキに入れておけばハイローの奥地でも入手可能。

#### ケイオシウム
R5作成に必要となる。レアカードを素材にすることで得られる。

### レベルアップについて
キャラクターカードの名前の下にある“next”はレベルアップに必要なカードの枚数を表している。DeckEditからレベルアップをしたいカードをクリックすると右側にそのカードの詳細が表示され、“LEVEL UP!”ボタンをクリックすることで任意のカードにレベルアップさせることができる。なお、各種カードの所持枚数の表示はデッキにセットされている分を除いた枚数であり、枚数が足りない場合はデッキから外さなければレベルアップはできない。

## 登場キャラクター
※括弧内はCV。

### グランデレニア帝國
エヴァリスト(島﨑信長)
グランデレニア帝國騎士。その意志と知略をもって帝國での地位を固める。
アイザック(鈴村健一)
軍犬のあだ名通りの勇猛な騎士。盟友エヴァリストに影のように付き従う。
ベリンダ
グランデレニア帝国の女将軍。不思議な力で死者を使役する。
マルセウス(斎賀みつき)
皇帝廟を守護する暗黒の戦士。その瘴気は世界を犯す。
中性的な外見を持ち性別は不詳。
カレンベルク
魂を引き込むバイオリンを持つ復讐の悪魔。 不死のバイオリン弾き。

### 導都パンデモニウム
クレーニヒ
導都パンデモニウムに住む、混沌世界への扉を自由に開けられる少年。
C.C.
レジメントの女エンジニア。装備開発部所属。
タイレル
機械にすべての情熱を捧げる孤高のエンジニア。
リンナエウス
荒廃した世界を憂うエンジニア。昆虫型マイクロマシンを従え、環境改善を推し進める。
レッドグレイヴ
カウンシルの筆頭。パンデモニウムから出て、自ら戦いに赴く。
サルガド
制限派の技官。文献を管理する。
マルグリッド(久川綾)
エンジニアの元高級師官。工学師の尖兵として混沌を追及する。
ロッソ(飛田展男)
連隊付きエンジニア。辿り着いた世界である存在と出會い、思想を共にする。

#### インクジター
マックス
協会 《アカデミー》の協定審問官。仮面をつけた謎の戦士。
ブレイズ(私市淳)
光を操る銀髪の協定審問官《インクジター》。圧倒的な力で裁きを下す。

### ルビオナ連合王国
リュカ
アレキサンドリアナと継承権を巡って争った、メルツバウ家の大公。
アスラ
東方衛士隊の忍者。ルビオナのメルツバウ家リュカ大公の元で働く密偵。
アベル(高橋広樹)
ルビオナ王国の剣術指南。己の力を試すために戦い続ける不敗の剣士。
力を求め世界をさまよう剣聖の息子。
エイダ
ルビオナの装甲猟兵。オーロール隊の隊長。
フロレンス
ルビオナの装甲猟兵。鉄の心を持つと言われた歴戦の勇士。
パルモ
ルビオナ連合王国の辺境、コルガー王国の猛獣使い。
コルガーの聖獣とテレパシーで会話が出来る。

### ロンズブラウ王国
グリュンワルド(中村悠一)
黒太子。己の昏い欲望のために戦争を続ける死にとりつかれた王子。
ヴィルヘルム
不死の力を持つ元ロンズブラウ軍人。己の出自を知るべく流離い続ける。

### 魔都ローゼンブルグ
ブロウニング
魔都ローゼンブルグで活動する探偵。謎のアタッシュケースを託され、とある事件に巻き込まれる。
コッブ
ローゼンブルグの犯罪組織「プライムワン」のアンダーボス。
ヴォランド
富豪の御曹司。特殊な力を得て、正義のために働こうとする。
イヴリン
囚われの魔女。闇から抜け出すために戦う。

### ミリガディア王国
ジェッド(白石涼子)
ミリガディアの幼きスラム王。その不可思議な力はすべてを支配する。
コンラッド
世界に混沌をもたらそうとする黒い教父。
メリー
夢幻に囚われた少女。可能性の世界を観測する。

### マイオッカ共和国
シャーロット
純白の少女。カレンベルクに育てられた。
ビアギッテ
永遠の命を持つ、闇の支配者。

### レジメント
ベルンハルト(中井和哉)
長剣を扱う寡黙な戦士。混沌の魔に取り憑かれ世界を破滅へと導く。
フリードリヒ(杉田智和)
二刀流の使い手。レジメントにてムードメーカーを務めた先輩騎士。
ミリアン
隻腕の元レジメント。ロッソと共に行動する。

#### 旧レジメント
リーズ(置鮎龍太郎)
レジメント史上最初の「エース」。全滅したE中隊とともに行方不明になった。
ディノ
E中隊に所属していたレジメントの戦士。戦士としての記録が全て抹消されている。
イデリハ
元E中隊所属の戦士。部隊消滅の秘密を握る。
ヒューゴ
旧レジメントの隊員。《渦》の向こう側から初めて帰還した。

### カルドゥウス
ノイクローム
真白き断罪者。多元世界の歪みを正すために戦う。
シラーリー
世界の歪みを正す集団、カルドゥウスの一員。大鉈を振るう戦士。
アリステリア
世界の歪みを正す集団、カルドゥウスの一員。因果を歪められた悲劇の皇妃。
アリアーヌ
世界の歪みを正す集団、カルドゥウスの一員。因果を正し幸せを手に入れるため戦う。

### 超人組織
ギュスターヴ
超人を統べる組織の首領。人知を超えた力を持ち、世界中で暗躍する。
ユーリカ
機械の身体を持つ修道女。超人組織の一員として潜入活動を行う。
クロヴィス
異能を持つ刑事。大善世界実現のためにその力を振るう。

### ゾディアック
アイン(相沢舞)
獣人Zodiacの娘。平和をもたらす宝珠をもとめて現世界に降り立つ。
スプラート
獣人Zodiacの一人。アインを追ってこの世界にやってきた。
ナディーン
獣人Zodiacの女戦士。世界の全てに憎悪を向ける。

### アコライト
メレン(緑川光)
Unlight世界の案内人であるアコライトの1人。カードマジシャン。
ルート
花を愛でるアコライト。ショップを管理している。
ブラウ
世界の案内人を務めるアコライト。フォーチュナ・サーカスの団長の召使い。
オウラン
獣の姿をしたアコライト。曲芸熊であり、マスコット。

### その他
ウォーケン
自動人形の作者。シェリやドニタなどの精巧な人形自動機械は彼にしか作れない。
シェリ(釘宮理恵)
「不死」の少女。創造主を捜しだすために異界を旅する。
ドニタ(釘宮理恵)
「不死」の少女。破壊と快楽をもたらす娘。
ルディア
渦に侵された暗闇の剣士。賞金首としてパンデモニウムに追われている。
ステイシア(斎藤千和)
世界を呪う邪悪な人形。怨嗟を呼び起し人を狂わす。
レオン(加瀬康之)
荒れ果てた野を駆け「嵐の乗り手」の子孫。世界の混沌に挑む。
アーチボルト
インペローダの放浪者。レジメント崩壊の謎を知り、導都パンデモニウムへと向かう。
クーン
ビアギッテの腹心。美を希求する謎の男。
ネネム
お世話好きなナースさん。今日も働く。
グレゴール
心なき少年。心緒を得ようと闘争に身を置く。
レタ
異界に住む少女。家族のことを思い続け旅をする。